# Náhuatl de Tetelcingo
El náhuatl de Tetelcingo, que es llamado mösiehuali por sus hablantes, es una variedad náhuatl del centro de México; el desarrollo de su estudio y comprensión lo ha llevado a crear su propia escritura pues la forma tradicional de escribir el náhuatl no sirve para trasmitir sus matices. Es una de las variedades principales estrechamente relacionados con el náhuatl clásico. Se habla en el pueblo de Tetelcingo, Morelos, y en las colonias adyacentes Cuauhtémoc y Lázaro Cárdenas. Estos tres centros de población se encuentran al norte de Cuautla, Morelos y han sido absorbidos en gran medida dentro de su área urbana; como resultado, la lengua y la cultura nahua de Tetelcingo están bajo una intensa presión por la cultura mestiza.
En 1935 William Cameron Townsend publicó uno de los primeros estudios detallados del mösiehuali, y a partir de ahí surge una serie de otros estudios publicados por especialistas desde entonces.

## Vocales
En el Náhuatl de Tetelcingo se ha convertido la distinción de la cantidad vocálica, que se encuentra en las variedades más conservadoras, en una calidad vocal. Es decir, que la diferenciación entre vocales largas y cortas sirve para construir formas reverenciales. Las vocales cortas /i e a o/ se muestran como [ɪ e a o] (ortográficamente como i e a o) en Tetelcingo, mientras las vocales largas /iː eː aː oː/ se vuelven [i ⁱe ɔᵃ u] (ortográficamente i, ie, ö, u).
|       | anteriores | anteriores | centrales | centrales | posteriores | posteriores |
|       | larga      | corta      | larga     | corta     | larga       | corta       |
| ----- | ---------- | ---------- | --------- | --------- | ----------- | ----------- |
| alta  | i [i ⁱ]    | i [ɪ]      |           |           | u [u]       | o [o]       |
| media | ie [e]     | e [e]      |           |           | u [u]       | o [o]       |
| baja  |            |            | ö [ɔᵃ ]   | a [a]     |             |             |

## Consonantes
|             | Bilabial                         | Coronal          | Palatal | Velar | Labiovelar | Glotal |
| ----------- | -------------------------------- | ---------------- | ------- | ----- | ---------- | ------ |
| Oclusiva    | p                                | t                |         | k     | kʷ         | ʔ      |
| Africada    |                                  | t͡s, t͡ɬ           | t͡ʃ      |       |            |        |
| Fricativa   |                                  | s                | ʃ       |       |            | h, χ   |
| Aproximante | hu/u/b/f /w ~ ʋ ~ β ~ v ~ ɸ ~ w̥/ | r /ɾ/, l /l ~ ɬ/ | y /j/   |       |            |        |
| Nasal       | m                                | n                |         |       |            |        |